# Musikåret 2010

## Händelser
- 7 januari – Lady Gaga blir första artist i listans 17-åriga historia att få in sina fem första singlar på Billboards Pop Songs med singeln "Bad Romance".[1]
- 18 januari – De medlemmar av Sublime som ännu är i livet påbörjar stämningen om bandnamnet.[2] Den nya versionen av Sublime (med Rome Ramirez, Eric Wilson och Bud Gaugh) uppträder nu som Sublime with Rome.
- 25 januari – Depeche Mode uppträder på Malmö Arena, Malmö.
- 27 januari – Hope for Haiti Now blir första enbart digitalt tillgängliga album att toppa Billboard 200 och det största förbeställa albumet på Itunes. Albumet säljer 171 000 exemplar på två dagar och blir sedan tillgängliga på Amazon.com och Rhapsody.[3]

- 12 februari – Den nya versionen av sången "We Are The World" från 1985, denna gång tillägnad offer vid jordbävningen i Haiti, debuterar under invignings ceremonin av olympiska vinterspelen i Vancouver.[4]
- 12 februari – Utadas turné fastställs för att avslutas i London, efter åtta städer i USA och en i Storbritannien.[5]
- 16 februari – Zoli Téglás (från Ignite) blir ny sångre i Pennywise, efter Jim Lindberg som slutade i augusti 2009.[6]
- 18 februari – Välgörenhetssingeln "We Are the World 25 for Haiti" debuterar på andra plats på Billboard Hot 100 med 267 000 digitala nerladdningar, och på första plats på listan Billboard Hot Digital Songs.[7]
- 20 februari – Poplight rapporterar att SVT ska av misstag ha läckt ut Sibels låt "Stop" och Peter Jöbacks låt "Hollow", som tävlar i den fjärde deltävlingen av melodifestivalen kommande vecka.[8]

- 4 mars – Tokio Hotel uppträder i Globen, Stockholm.[9]
- 5 mars - Tokio Hotel uppträder i Scandinavium, Göteborg.[10]
- 13 mars – Låten This Is My Life  framförd av Anna Bergendahl vinner Melodifestivalen.[11]
- 15 mars – Inväljningar i Rock and Roll Hall of Fame hålls på hotellet Waldorf Astoria i New York.[12]
- 20 mars – Jughead's Revenge ger sin första återföreningskonsert på Scotland Yard Pub in Canoga Park i Los Angeles.[13]

- 1 april – Kanadensaren Justin Bieber debuterar på förstaplatsen på Billboard 200. Vid 16 års ålder är han yngsta manliga soloartist att toppa listan sedan Stevie Wonder 1963 med The 12 Year Old Genius, och första artist att ligga bland de fem främsta sedan Nelly 2004.[14] med albumet blir Justin Bieber också näst yngsta artist någonsin att toppa, bara slagen av 15-årige Miley Cyrus 2008 med Breakout.[14]
- 20 april – Sublime with Rome, ny version av nerlagda skapunkbandet med samma namn, börjar sin första världsturné tillsammans, möjligen följd av nytt material.[15]
- 25 april – Earth Day Global Day of Celebration firar 40-årsjubléum sedan starten 1970.[16]
- 26 april – M.I.A. släpper den kontroversiella videon till nya singeln "Born Free".[17]

- 1 maj – Nyzeeländska musik-TV-kanalen C42 lanseras, med målet att spela 30% nyzeeländsk musik[18][19]
- 22–23 maj – Under Rock on the Range i Columbus noteras amerikanskt festivalpublikrekord med över 60 000 åskådare på två dagar.[20]

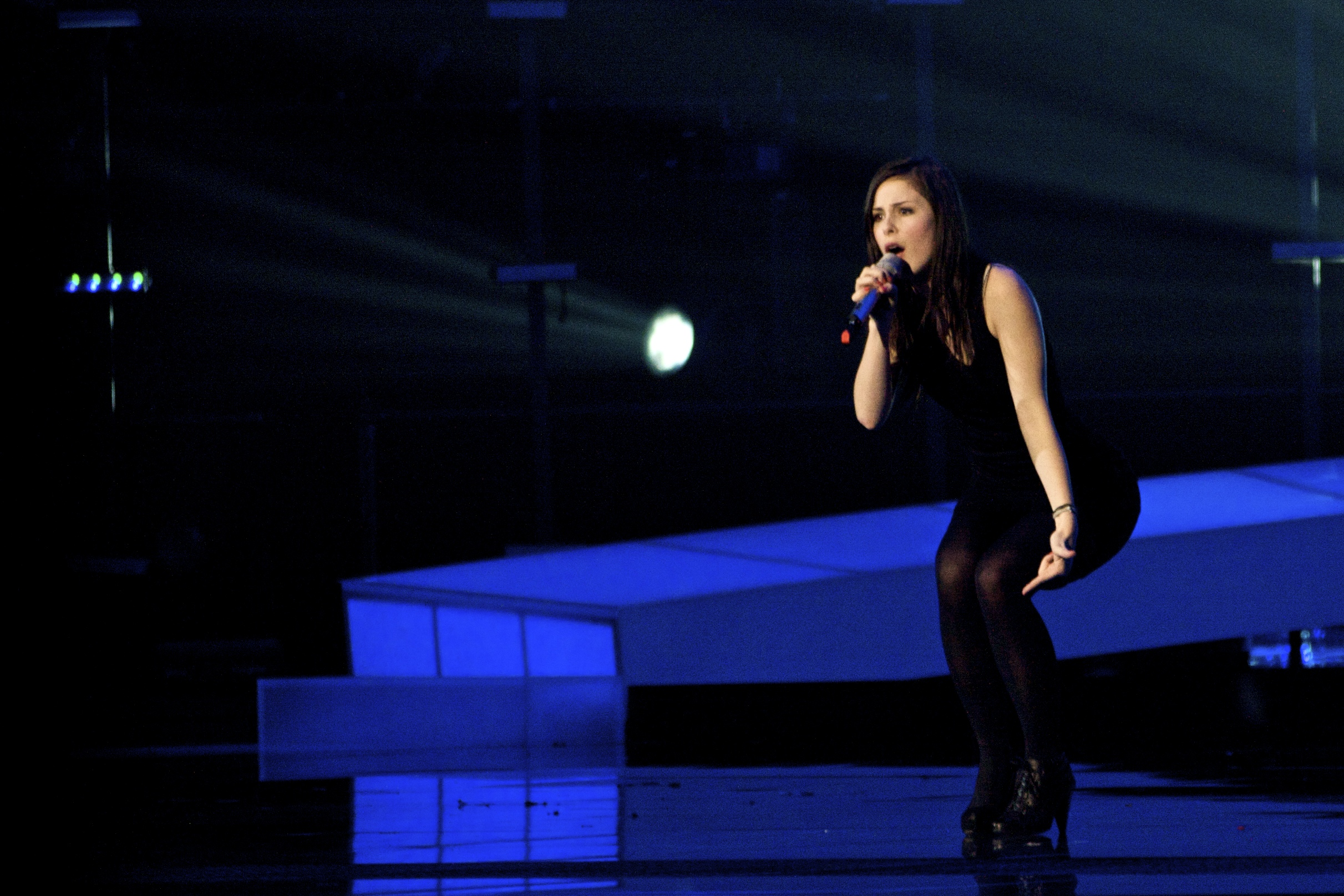
Lena Meyer-Landrut

- 29 maj – Låten Satellite framförd av Lena Meyer-Landruts vinner Eurovision Song Contest i Oslo.[21]

- 3 juni – AC/DC uppträder på Stockholm stadion.[22]
- 5 juni – 18:e årliga KROQ Weenie Roast hålls. Bland artisterna finns Sublime with Rome, Stone Temple Pilots, Hole, Silversun Pickups, Devo, Paramore, Deftones, Spoon, Chevelle, Cage the Elephant, The Dirty Heads, Against Me!, The Temper Trap och Passion Pit.[23]
- 5 juni – Green Day uppträder på Ullevi, Göteborg. Joan Jett är support.[24]
- 29 juni – Drake stäms av Playboy Enterprises om låten "Fallin' In Love" från 1974 med Hamilton, Joe Frank & Reynolds i Drakes hitlåt "Best I Ever Had" från 2009. Playboy, med rättigheterna till "Fallin' In Love," menar Drake samplade låten utan tillstånd och försöker nu få vinst från Drakes singel.[25]

- 4 augusti – Taylor Swifts singel "Mine" leaks läcker ut och Big Machine Record släpper den senare på Itunes, där den toppar efter blott fem timmar. Detta blir rekord för snabbast klättrande sång på förstaplatsen.[26]

- 5 oktober – Ledamoten Kjell Nordström från Skara motionerar till Sveriges riksdag för sänkt moms på dansbandens spelningar.[27]
- 29 oktober – Sverigetopplistan börjar inkludera även strömmad musik.[28]

- 20 november – Avenged Sevenfold uppträder på Fryshuset.

- 1 december – Nomineringarna till Grammygalan 2011 meddelas från Club Nokia i Los Angeles där Eminem har flest nomineringar, 10 stycken från albumet Recovery. Bruno Mars nomineras sju gånger och Lady Gaga, Jay-Z och Lady Antebellum sex gånger. Ceremonin är förlagd till Staples Center den 13 februari 2011.[29]

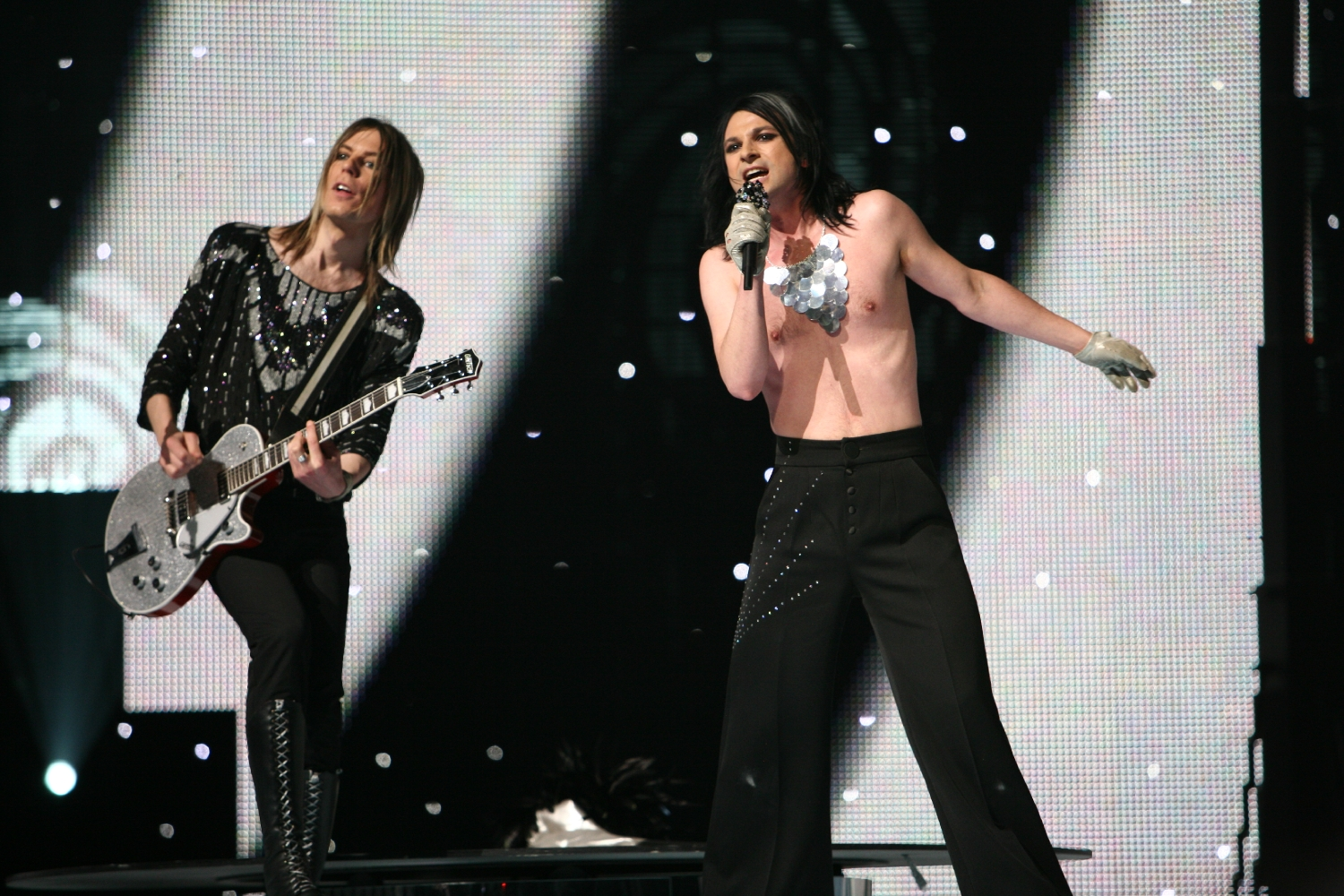
The Ark.

- 3 december – Babian släpper sin jullåt "Kärlek i paket".
- 8 december – The Ark meddelar att man lägger ner bandet kommande år[30].
- 10 december – Jay Smith vinner finalen av Idol 2010.[31]
- 11 december – Elisas vinner Dansbandskampen före Willez och CC & Lee.[32]

## Priser och utmärkelser
- 8 januari: Guldnålen – Miriam Aïda och Fredrik Kronkvist[33]
- 15 januari: Grammisgalan[34]
- 29 januari: Manifestgalan[35]
- 3 februari: Musikexportpriset – Robyn
- 11 februari: P3 Guld[36]
- 19 februari: Ceciliapriset – Anna Pihl-Lindén
- 29 mars: Birgit Nilsson-stipendiet – Ida Falk Winland och Paulina Pfeiffer[37]
- 12 april: Alice Tegnér-musikpriset – Gunnel Fagius[38]
- 14 april: Svenska Dirigentpriset – Andreas Lönnqvist[39]
- 19 april: Jazzkatten[40]
- 21 april: Lars Gullin-priset – Bengt Hallberg[41]
- 26 april: Alice Babs Jazzstipendium – Erik Söderlind[42]
- 26 april: Hjördis Schymberg-stipendiet – Elin Rombo[43]
- 30 april: Ulla Billquist-stipendiet – Sofia Karlsson
- 4 maj: Lunds Studentsångförenings solistpris – Ola Salo[44]
- 1 juni: Nordiska rådets musikpris – Lasse Thoresen[45]
- 7 juni: Jan Johansson-stipendiet – Ann-Sofi Söderqvist[46]
- 8 juni: Ted Gärdestadstipendiet – Thomas Stenström[47]
- 1 juli: Jussi Björlingstipendiet – Jonas Degerfeldt[48]
- 7 juli: Anita O'Day-priset – LaGaylia Frazier[49]
- 17 juli: Fred Åkerström-stipendiet – Sanna Carlstedt[50]
- 31 juli: Litteris et Artibus - Britt Marie Aruhn, Malin Hartelius
- 8 augusti: Cornelis Vreeswijk-stipendiet – Jojje Wadenius
- 25 augusti: Svenska Dagbladets operapris – Malin Byström[51]
- 30 augusti: Polarpriset - Ennio Morricone och Björk[52]
- 6 september: Monica Zetterlund-stipendiet – Rune Gustafsson och Joachim Bergström[53]
- 7 oktober: Atterbergpriset – Anders Hultqvist[54]
- 13 oktober: Jenny Lind-stipendiet – Astrid Robillard
- 14 oktober: Årets körledare – Anders Eby
- 19 oktober: Årets barn- och ungdomskörledare – Ing-Mari Ek[55]
- 26 oktober: Årets kör – Arctic Light[56]
- 27 oktober: Platinagitarren – Max Martin
- 1 november: Tonsättarpriset till Bo Wallners minne – Åke Parmerud[57]
- 4 november: Norrbymedaljen – Olof Boman
- 9 november: Kungliga Musikaliska Akademiens Interpretpris – Anna Larsson[58]
- 19 november: Carin Malmlöf-Forsslings Pris – Britta Byström[59]
- 22 november: Stora Christ Johnson-priset – Jesper Nordin[60]
- 29 november: Kungliga Musikaliska Akademiens Jazzpris – Anders Jormin[61]
- 30 november: Medaljen för tonkonstens främjande – Per-Gunnar Alldahl, Folke Rabe, Märta Ramsten och Birgitta Svendén
- 1 december: Göran Lagervalls Musikstipendium – Mats Jansson
- 2 december: Jazz i Sverige – Samuel Hällkvist[62]
- 6 december: Rosenbergpriset – Folke Rabe[63]
- 13 december: Spelmannen – Helen Sjöholm[64]
- 15 december: Novellpriset – Johan Duncanson[65]

## Årets album
Vänligen sortera soloartister på efternamn, musikgrupper på förstabokstaven (utan engelskans "The" och "A")

### A – G
- Christina Aguilera – Bionic[66]
- Salem Al Fakir – Ignore This[67]
- Joel Alme - Waiting For The Bells[68]
- Kristian Anttila - Svenska Tjejer[69]
- Arcade Fire - The Suburbs[70]
- Babian – Hälften dör av fetma[71]
- The Baboon Show - Punk Rock Harbour[72]
- Band of Horses - Infinite Arms[73]
- Beach House - Teen Dream[74]
- The Bear Quartet - Monty Python[75]
- Anna Bergendahl – Yours Sincerely[76]
- The Birthday Massacre – Pins and Needles[77]
- The Black Keys – Brothers[78]
- Bobbysocks – The Best of Bobbysocks[79]
- Bo Kaspers orkester – New Orleans[80]
- CEO - White Magic[81]
- Crashdïet – Generation Wild[82]
- Crystal Castles – Crystal Castles (II)[83]
- Miley Cyrus – Can't Be Tamed[84]
- Darin – Lovekiller[85]
- Lana Del Rey - Lana Del Rey
- Die Antwoord - $O$[86]
- Drifters – Stanna hos mig
- Dungen - Skit i Allt[70]
- Eminem - Recovery[87]
- Familjen - Mänskligheten[88]
- First Aid Kit – The Big Black & the Blue[89]
- Franska Trion - Känner för kärlek
- Goldfrapp – Head First[90]
- Gorillaz – Plastic Beach[91]
- Cee Lo Green - The Lady Killer[92]
- Erik Grönwall – Somewhere Between a Rock and a Hard Place[93]

### H – R
- Herbie Hancock – The Imagine Project[94]
- Håkan Hellström – 2 steg från Paradise[95]
- HIM – Screamworks: Love in Theory and Practice[96]
- Hoffmaestro & Chraa –  Skank-a-tronic Punkadelica[97]
- Interpol - Interpol[98]
- Iron Maiden – The Final Frontier[99]
- Johnossi - Mavericks[100]
- Jill Johnson – The Well-Known And Some Other Favourite Stories
- Norah Jones – ...Featuring Norah Jones[101]
- Minnah Karlsson – Minnah Karlsson[102]
- Kent – En plats i solen[103]
- Kite - III
- Korn – Korn III - Remember Who You Are[104]
- Lasse Stefanz – Lasse Stefanz Goes 70's
- Lasse Stefanz – Texas[105]
- LCD Soundsystem - This Is Happening[106]
- Oscar Linnros - Vilja bli[107]
- Amy Macdonald – A Curious Thing[108]
- Edda Magnason – Edda Magnason[109]
- Yngwie Malmsteen – Relentless[110]
- Melissa Auf der Maur – Out of Our Minds
- MF/MB - Folded[111]
- MGMT - Congratulations[112]
- The National - High Violet[70]
- Nordman – Korsväg[113]
- Daniel Norgren – Horrifying Deatheating Bloodspider
- Ozzy Osbourne – Scream[114]
- Pascal - Orkanen närmar sig[115]
- Parken – Framtiden var här[116]
- Katy Perry - Teenage Dream[117]
- Nina Ramsby – Lirar och berättar
- Rihanna - Loud[118]
- Robyn - Body Talk[119]
- Anne-Lie Rydé – Dans på rosor[120]

### S – Ö
- Eric Saade – Masquerade[121]
- Sade - Soldier of Love[122]
- Sanna, Shirley, Sonja – Vår jul[123]
- Scotts – Vi gör det igen
- She & Him - Volume Two[124]
- Shout Out Louds - Work[125]
- Slash – Slash[126]
- Jay Smith – Jay Smith[127]
- Snakestorm – Choose Your Finger
- Tove Styrke – Tove Styrke[128]
- Taylor Swift – Speak Now[129]
- Säkert! – Facit[130]
- This is Head - 0001[131]
- Yann Tiersen – Dust Lane[132]
- Magnus Uggla – Karl Gerhard passerar i revy[133]
- Wahlströms – Vårt älskade 80-tal
- Vampire Weekend - Contra[134]
- Kanye West - My Beautiful Dark Twisted Fantasy[135]
- Kim Wilde – Come Out And Play[136]
- Volbeat – Beyond Hell/Above Heaven[137]
- Anna von Hausswolff - Singing from the Grave[138]
- Lizz Wright – Fellowship[139]
- Neil Young – Le Noise[140]
- Zekes – En så'n natt
- Sophie Zelmani – I'm the Rain[141]

## Sverigetopplistan2010
| Datum                  | Låttitel                            | Artist/grupp                | Bakgrund           |
| ---------------------- | ----------------------------------- | --------------------------- | ------------------ |
| 22 januari 2010 (1v)   | Bad Romance                         | Lady Gaga                   | USA                |
| 29 januari 2010 (1v)   | Higher                              | Erik Grönwall               | Sverige            |
| 5 februari 2010 (1v)   | Bad Romance                         | Lady Gaga                   | USA                |
| 12 februari 2010 (1v)  | Fireflies                           | Owl City                    | USA                |
| 19 februari 2010 (1v)  | Ambitions                           | Donkeyboy                   | Norge              |
| 26 februari 2010 (1v)  | Famous                              | Play                        | Sverige            |
| 5 mars 2010 (4v)       | This Is My Life                     | Anna Bergendahl             | Sverige            |
| 2 april 2010 (1v)      | Unstoppable (The Return of Natalie) | Ola                         | Sverige            |
| 9 april 2010 (1v)      | Manboy                              | Eric Saade                  | Sverige            |
| 16 april 2010 (2v)     | Stereo Love                         | Edward Maya & Vika Jigulina | Rumänien           |
| 30 april 2010 (1v)     | Manboy                              | Eric Saade                  | Sverige            |
| 7 maj 2010 (1v)        | Hurricane                           | Rebound                     | Sverige            |
| 14 maj 2010 (2v)       | Stereo Love                         | Edward Maya & Vika Jigulina | Rumänien           |
| 28 maj 2010 (1v)       | Manboy                              | Eric Saade                  | Sverige            |
| 4 juni 2010 (3v)       | Satellite                           | Lena Meyer-Landrut          | Tyskland           |
| 25 juni 2010 (1v)      | Gamla Ullevi                        | Kent                        | Sverige            |
| 2 juli 2010 (1v)       | When You Tell the World You're Mine | Agnes & Björn               | Sverige            |
| 9 juli 2010 (2v)       | We No Speak Americano!              | Yolanda Be Cool vs. DCup    | Australien         |
| 23 juli 2010 (1v)      | Overdrive                           | Ola                         | Sverige            |
| 30 juli 2010 (2v)      | Dancing on My Own                   | Robyn                       | Sverige            |
| 13 augusti 2010 (1v)   | Waka Waka (This Time for Africa)    | Shakira feat. Freshlyground | Colombia Sydafrika |
| 20 augusti 2010 (4v)   | Love the Way You Lie                | Eminem feat. Rihanna        | Barbados USA       |
| 17 september 2010 (1v) | Waka Waka (This Time for Africa)    | Shakira feat. Freshlyground | Colombia Sydafrika |
| 24 september 2010 (1v) | Love the Way You Lie                | Eminem feat. Rihanna        | Barbados USA       |
| 1 oktober 2010 (2v)    | Black Fender                        | Hans Edler                  | Sverige            |
| 15 oktober 2010 (1v)   | Waka Waka (This Time for Africa)    | Shakira feat. Freshlyground | Colombia Sydafrika |
| 22 oktober 2010 (1v)   | Från och med du                     | Oskar Linnros               | Sverige            |
| 29 oktober 2010 (4v)   | Gubben i lådan                      | Daniel Adams-Ray            | Sverige            |
| 26 november 2010 (11v) | Mikrofonkåt                         | September                   | Sverige            |

## Årets sångböcker och psalmböcker
- Astrid Lindgren – Här kommer Pippi Långstrump (postumt)[142]
- Astrid Lindgren – Lille Katt (postumt)[142]

## Jazz
- Peter Asplund Quartet – Asplund Meets Bernstein[143]
- Monica Borrfors – Li'l Darlin'
- Bill Carrothers – Joy Spring
- Steve Coleman and Five Elements - Harvesting Semblances And Affinities
- Jan Garbarek – Officium novum[144]
- Rigmor Gustafsson – Calling You[145]
- Jose James - Blackmagic
- Jose James - For All We Know
- Jason Moran – Ten
- Keith Jarrett – Jasmine[146]
- Björn J:son Lindh - Skymningsglöd
- Jan Lundgren – Too Darn Hot
- Brad Mehldau – Highway Rider[147]
- Lina Nyberg – West Side Story[148]
- Anne Sofie von Otter & Brad Mehldau – Love Songs[149]
- Esperanza Spalding – Chamber Music Society
- Anders Widmark – Visor[150]

## Klassisk musik
- Jack Cooper – The Chamber Wind Music of Jack Cooper
- Jackie Evancho – O Holy Night
- Jon Lord – To Notice Such Things
- Frederik Magle – Like a Flame
- Maksim Mrvica – Appassionata
- Les Prêtres – Spiritus Dei

## Avlidna

### Januari
- 1 januari – Lhasa de Sela, 37, amerikansk sångare.
- 1 januari – Gregory Slay, 40, amerikansk musiker.
- 13 januari – Teddy Pendergrass, 59, amerikansk sångare och låtskrivare.[151]
- 13 januari - Jay Reatard, 29, amerikansk sångare.[152]
- 13 januari – Ed Thigpen, 79, amerikansk jazztrumslagare.[153]
- 16 januari – Carl Smith, 82, amerikansk countrysångare.
- 18 januari - Kate McGarrigle, 63, amerikansk folkrocksångerska.[154]
- 26 januari - Dag Frøland, 64, norsk komiker, sångare och revyartist.[155]

### Februari
- 6 februari - Johnny Dankworth, 82, brittisk jazzsaxofonist och kompositör.[156]
- 14 februari – Doug Fieger, 57, amerikansk sångare och gitarrist i The Knack.[157]
- 17 februari – Kathryn Grayson, 88, amerikansk skådespelerska och sångerska.[158]

### Mars
- 6 mars – Mark Linkous, 47, amerikansk sångare, låtskrivare och musiker i Sparklehorse.[159]
- 9 mars – Tore Wiberg, 98, svensk pianist.[160]
- 17 mars – Alex Chilton, 59, amerikansk sångare och gitarrist i Big Star.[161]
- 28 mars – Herb Ellis, 88, amerikansk jazzmusiker och gitarrist.[162]

### April
- 8 april – Teddy Scholten, 83, nederländsk sångare
- 8 april – Malcolm McLaren, 64, brittisk musikmanager.[163]
- 13 april - Steve Reid, 66, amerikansk jazztrumslagare.[164]
- 14 april - Peter Steele, 48, amerikansk sångare i Type O Negative.[165]
- 18 april - Devon Clifford, 30, kanadensisk trumslagare i You Say Party! We Say Die!.[166]
- 19 april – Guru (Keith Elam), 48, amerikansk rappare i Gang Starr.[167]
- 22 april – Ann Vervoort, 33, belgisk sångerska i Milk Inc.
- 24 april - Bo Hansson, 67, svensk organist och kompositör.[168]

### Maj
- 4 maj – Brita Borg, 83, svensk sångerska, skådespelerska och revyartist.[169]
- 5 maj – Giulietta Simionato, 99, italiensk operasångerska.
- 9 maj – Lena Horne, 92, amerikansk sångerska och skådespelare.[170]
- 9 maj – Sylvan Beré, 96, svensk sångare.
- 16 maj – Ronnie James Dio, 67, amerikansk sångare i Dio.[171]
- 16 maj – Hank Jones, 91, amerikansk jazzpianist.[172]
- 17 maj – Yvonne Loriod, 86, fransk pianist.
- 21 maj – Anna-Lena Löfgren, 66, svensk sångare.[173]
- 24 maj – Paul Gray, 38, amerikansk basist i Slipknot.[174]

### Juni
- 2 juni – Giuseppe Taddei, 93, italiensk operasångare.
- 5 juni – Arne Nordheim, 78, norsk kompositör.
- 6 juni – Marvin Isley, 56, amerikansk basist i The Isley Brothers.[175]
- 7 juni – Stuart Cable, 40, brittisk trumslagare i Stereophonics.[176]
- 8 juni – Crispian St. Peters, 71, brittisk popsångare.
- 10 juni – Rock-Olga (Birgit Magnusson), 70, svensk artist.[177]
- 13 juni – Jimmy Dean, 81, amerikansk countrysångare och skådespelare.[178]
- 16 juni - Gary Shider, 56, amerikansk gitarrist i Parliament.[179]
- 23 juni – Pete Quaife, 66, brittisk basist i The Kinks.[180]
- 30 juni – Ditta Zusa Einzinger (Lolita), 79, österrikisk sångare och skådespelare.

### Juli
- 1 juli – Ilene Woods, 81, amerikansk skådespelare och sångare.
- 6 juli – Harvey Fuqua, 80, amerikansk sångare.
- 10 juli – Sugar Minott, 54, jamaicansk reggaesångare.[181]
- 12 juli – Tuli Kupferberg, 86, amerikansk poet och sångare i The Fugs.[182]
- 14 juli - Bengt Emil Johnson, 73, svensk poet, tonsättare och radiochef.[183]
- 19 juli – Andy Hummel, 59, amerikansk basist i Big Star.[184]
- 31 juli – Mitch Miller, 99, amerikansk musikproducent och oboist.

### Augusti
- 1 augusti - Anna Sundqvist, 67, svensk skådespelerska, sångerska och revyartist.[185]
- 6 augusti - Catfish Collins, 66, amerikansk gitarrist i Parliament.[186]
- 8 augusti – Sally Palmblad, 101, svensk skådespelare och sångare.
- 11 augusti – Torbjörn Abelli, 65, svensk kompositör och basist i Träd, Gräs och Stenar.[187]
- 14 augusti - Abbey Lincoln, 80, amerikansk jazzsångerska.[188]
- 16 augusti – Lily Berglund, 82, svensk sångerska.[189]

### September
- 3 september - Mike Edwards, 62, amerikansk cellist i Electric Light Orchestra.[190]
- 11 september – Gunnar Hoffsten, 86, svensk musiker.[191]
- 21 september - Don Partridge, 68, brittisk sångare och låtskrivare.[192]
- 22 september - Eddie Fisher, 82, amerikansk sångare och skådespelare.[193]
- 24 september - Bertil Bokstedt, 91, svensk dirigent och operachef.[194]

### Oktober
- 2 oktober - Kjell Westling, 67, svensk musiker och kompositör.[195]
- 10 oktober - Solomon Burke, 70, amerikansk sångare.[196]
- 10 oktober - Joan Sutherland, 83, australisk operasångerska.[197]
- 20 oktober - Ari Up, 48, brittisk sångerska i The Slits.[198]
- 25 oktober - Gregory Isaacs, 59, jamaicansk sångare.[199]
- 31 oktober - Gudrun Anderson, 79, svensk textförfattare.[200]

### November
- 12 november – Henryk Górecki, 76, polsk tonsättare.[201]
- 12 november – Stina-Britta Melander, 86, svensk operasångare.[202]
- 15 november - Jenny Bohman, 47, svensk bluessångerska.[203]
- 25 november - Peter Christopherson, 55, brittisk musiker i Throwing Gristle och Psychic TV.[204]
- 30 november - Inga Brink, 97, svensk sångerska och skådespelare.

### December
- 7 december - Kari Tapio, 65, finländsk sångare.[205]
- 9 december - James Moody, 85, amerikansk jazzsaxofonist.[206]
- 12 december - Tommy Koverhult, 64, svensk jazzsaxofonist.[207]
- 17 december - Captain Beefheart, 69, amerikansk artist.[208]
- 26 december - Teena Marie, 54, amerikansk sångerska och basist.[209]
- 28 december - Billy Taylor, 89, amerikansk jazzpianist.[210]
- 28 december - Agathe von Trapp, 97, österrikiskfödd amerikansk sångare - äldst bland Von Trapp-syskonen.[211]
- 30 december - Bobby Farrell, 61, arubansk-nederländsk sångare i Boney M.[212]

### Fotnoter
1. ↑  http://www.billboard.com/#/column/chartbeat/chart-beat-wednesday-lady-gaga-reba-muse-1004056847.story
2. ↑  Chang, Vickie (18 januari 2010). ”BREAKING: Sublime Lawsuit Settled; Showdates Planned – Orange County Music – Heard Mentality”. Blogs.ocweekly.com. Arkiverad från originalet den 1 maj 2010. https://web.archive.org/web/20100501035632/http://blogs.ocweekly.com/heardmentality/breaking-news/breaking-sublime-lawuit-settle/. Läst 4 april 2010.
3. ↑  http://www.billboard.com/#/news/hope-for-haiti-album-debuts-at-no-1-on-1004062445.story
4. ↑  ”Stars in US re-record We Are the World for Haiti”. BBC News. (February 2, 2010). http://news.bbc.co.uk/1/hi/entertainment/8492766.stm. Läst 2 februari 2010.
5. ↑  leonard3sawyer. ”News : Utada: Headlining U.S. Tour in 2010”. Utada. Arkiverad från originalet den 26 februari 2010. https://web.archive.org/web/20100226175615/http://www.utada.com/news/default.aspx?nid=5661. Läst 4 april 2010.
6. ↑  ”Pennywisdom”. Pennywisdom. Arkiverad från originalet den 8 februari 2010. https://web.archive.org/web/20100208202016/http://www.pennywisdom.com/. Läst 4 april 2010.
7. ↑  http://www.billboard.com/#/news/we-are-the-world-returns-to-the-upper-reaches-1004068419.story?tag=newstop2
8. ↑  ”Låtar från Melodifestivalen i Malmö har läckt på nätet”. Arkiverad från originalet den 18 augusti 2010. https://web.archive.org/web/20100818033040/http://poplight.zitiz.se/artikel/latar-fran-melodifestivalen-i-malmoe-har-laeckt-pa-naetet. Läst 21 februari 2010.
9. ↑  ”Tokio Hotel saknar röd tråd”. Svenska Dagbladet. 5 mars 2010. https://www.svd.se/a/834cc1b0-3508-3093-a82f-60f1ed334b51/tokio-hotel-saknar-rod-trad. Läst 26 maj 2023.
10. ↑  ”Tokio Hotels styrka är publiken”. Expressen. 6 mars 2010. https://www.expressen.se/noje/recensioner/musik/tokio-hotels-styrka-ar-publiken/. Läst 26 maj 2023.
11. ↑  ”Poplight – Melodifestivalen”. Arkiverad från originalet den 18 augusti 2010. https://web.archive.org/web/20100818022029/http://poplight.zitiz.se/melodifestivalen/2010. Läst 1 januari 2011.
12. ↑  ”rockhall.com”. rockhall.com. Arkiverad från originalet den 17 januari 2010. https://web.archive.org/web/20100117033406/http://www.rockhall.com/induction2010. Läst 4 april 2010.
13. ↑  http://www.juggsrevenge.com/images/flames_flyer2.jpg
14. 1 2  Up for Discussion Jump to Forums. ”Chart Beat Thursday: Justin Bieber, Train, Scorpions – Chart Beat”. Billboard.com. Arkiverad från originalet den 7 april 2010. https://web.archive.org/web/20100407022303/http://www.billboard.com/column-chartbeat/chart-beat-thursday-justin-bieber-train-1004080097.story#/column-chartbeat/chart-beat-thursday-justin-bieber-train-1004080097.story. Läst 12 september 2010.
15. ↑  Up for DiscussionPost Comment (14 september 2009). ”Sublime Settles On New Band Name, Plots Tour”. Billboard.com. http://www.billboard.com/news/sublime-settles-on-new-band-name-plots-tour-1004070980.story#/news/sublime-settles-on-new-band-name-plots-tour-1004070980.story. Läst 4 april 2010.
16. ↑  ”Earth Day 09: Green Generation on JamBase”. Jambase.com. http://www.jambase.com/Articles/16922/Earth-Day-09-Green-Generation. Läst 4 april 2010.
17. ↑  http://www.billboard.com/#/news/m-i-a-s-born-free-video-banned-from-youtube-1004086368.story
18. ↑  ”New music channel launched”. The New Zealand Herald. 15 april 2010. http://www.nzherald.co.nz/nz/news/article.cfm?c_id=1&objectid=10638588&ref=rss. Läst 16 april 2010.
19. ↑  ”MediaWorks to Launch Digital Music Channel C42”. Freeview. 15 april 2010. Arkiverad från originalet den 13 maj 2010. https://web.archive.org/web/20100513185813/http://freeviewnz.tv/site/news_article/mediaworks_to_launch_digital_music_channel_c42. Läst 16 april 2010.
20. ↑  ”BLABBERMOUTH.NET – Rock on the Range Sets New Festival Attendance Record”. Roadrunnerrecords.com. http://www.blabbermouth.net/news/rock-on-the-range-sets-new-festival-attendance-record/. Läst 12 september 2010.
21. ↑  ”Poplight – Eurovision Song Contest”. Arkiverad från originalet den 8 mars 2011. https://web.archive.org/web/20110308210841/http://poplight.zitiz.se/eurovision-song-contest/2010. Läst 1 januari 2011.
22. ↑  ”AC/DC spränger stadion i bitar”. Expressen. 4 juni 2010. https://www.expressen.se/noje/musik/acdc-spranger-stadion-i-bitar/. Läst 26 maj 2023.
23. ↑  ”KROQ WEENIE ROAST 2010Â DETAILS « KROQ FM – The World Famous KROQ”. Kroq.radio.com. Arkiverad från originalet den 13 september 2010. https://web.archive.org/web/20100913223916/http://kroq.radio.com/2010/05/10/kroq-weenie-roast-2010-details/. Läst 12 september 2010.
24. ↑  ”Green Day & Joan Jett and the Blackhearts på Ullevi”. Dagens Nyheter. 6 juni 2010. https://www.dn.se/kultur-noje/konsertrecensioner/green-day-joan-jett-and-the-blackhearts-pa-ullevi/. Läst 26 maj 2023.
25. ↑  "Drake Being Sued By Playboy" från All Access (29 juni 2010)
26. ↑  ”Taylor Swift's New Single, "Mine," Shipped to Country Radio After Leak”. Country Music Television. 4 augusti 2010. http://www.cmt.com/news/news-in-brief/1645091/taylor-swifts-new-single-mine-shipped-to-country-radio-after-leak.jhtml. Läst 4 augusti 2010.
27. ↑  ”Aftonbladet”. 13 april 2011. http://wwwc.aftonbladet.se/noje/0010/10/moms.html. Läst 13 april 2011.
28. ↑  ”Försäljning av strömmad musik inkluderas i listan”. Musikindustrin. 29 oktober 2010. Arkiverad från originalet den 4 maj 2011. https://web.archive.org/web/20110504141824/http://www.musikindustrin.se/artikel/2064/SVERIGETOPPLISTAN_Forsaljning_av_strommad_musik_inkluderas_i_listan.html. Läst 4 juni 2011.
29. ↑  http://www.billboard.com/#/news/eminem-bruno-mars-lady-gaga-lead-grammy-1004133371.story?tag=newstop1
30. ↑  Dagens Nyheter 8 december 2010 – The Ark splittras i sommar
31. ↑  ”Jay Smith vann idol”. Svenska Dagbladet. 10 december 2010. https://www.svd.se/a/c9ae6185-cd2c-390a-a44c-77e3b711138a/jay-smith-vann-idol. Läst 26 maj 2023.
32. ↑  ”Sveriges Radio P4 Skaraborg”. 13 december 2010. http://sverigesradio.se/sida/artikel.aspx?programid=97&artikel=4235124. Läst 13 april 2011.
33. ↑  ”Aïda & Kronkvists jazz – värt en nål”. Sveriges Radio. 8 januari 2010. https://sverigesradio.se/artikel/3357935. Läst 23 maj 2023.
34. ↑  ”Grammisgalan: Winnerbäck årets artist”. YLE. 16 januari 2010. https://svenska.yle.fi/a/7-362086. Läst 22 maj 2023.
35. ↑  ”El Perro Del Mar vinnare på Manifestgalan”. SVT Nyheter. 30 januari 2010. https://www.svt.se/kultur/el-perro-del-mar-vinnare-pa-manifestgalan. Läst 23 maj 2023.
36. ↑  ”Vi vann P3 Guld 2010”. Sveriges Radio. 13 februari 210. https://sverigesradio.se/artikel/4962177. Läst 22 maj 2023.
37. ↑  ”Birgit Nilsson-stipendiater utsedda”. Göteborgs Posten. 29 mars 2010. https://www.gp.se/kultur/kultur/birgit-nilsson-stipendiater-utsedda-1.997297. Läst 23 maj 2023.
38. ↑  ”Alice Tegnérs musikpris 2010”. Sveriges Radio. 12 april 2010. https://sverigesradio.se/artikel/3621654. Läst 22 maj 2023.
39. ↑  ”Andreas Lönnqvist årets dirigent”. Kristianstadsbladet. 14 april 2010. https://www.kristianstadsbladet.se/tt-kultur/andreas-lonnqvist-arets-dirigent/. Läst 25 maj 2023.
40. ↑  ”Vinnare av jazzkatten 2010”. Musikindustrin. 19 april 2010. https://www.musikindustrin.se/2010/04/19/vinnare_av_jazzkatten_2010/. Läst 24 maj 2023.
41. ↑  ”Gullin-pris till Bengt Hallberg”. Svenska Dagbladet. 21 april 2010. https://www.svd.se/a/ce3837a8-3cbc-3716-89a4-7e90173d2612/gullin-pris-till-bengt-hallberg. Läst 24 maj 2023.
42. ↑  ”Söderlind fick Alice Babs pris”. Svenska Dagbladet. 26 april 2010. https://www.svd.se/a/bd029a46-b95a-3896-9259-f9bc63085817/soderlind-fick-alice-babs-pris. Läst 22 maj 2023.
43. ↑  ”Elin Rombo får operapris”. Svenska Dagbladet. 26 april 2010. https://www.svd.se/a/cd8db980-2d6c-3ac1-b77b-97d7d7139676/elin-rombo-far-operapris. Läst 23 maj 2023.
44. ↑  ”Ola Salo får solistpris”. Sydsvenskan. 4 maj 2010. https://www.sydsvenskan.se/2010-05-04/ola-salo-far-solistpris. Läst 24 maj 2023.
45. ↑  ”Thoresen får Nordiskt musikpris”. Svenska Dagbladet. 1 juni 2010. https://www.svd.se/a/e571a391-362b-397f-8a4f-1f99fd35c32c/thoresen-far-nordiskt-musikpris. Läst 25 maj 2023.
46. ↑  ”Ann-Sofi Söderqvist årets Jan Johansson-stipendiat”. Hudiksvalls Tidning. 7 juni 2010. https://www.ht.se/2010-06-07/ann-sofi-soderqvist-arets-jan-johansson-stipendiat. Läst 24 maj 2023.
47. ↑  ”Thomas Stenström får Gärdestadstipendium”. Sveriges Radio. 8 juni 2010. https://sverigesradio.se/artikel/3767181. Läst 25 maj 2023.
48. ↑  ”Björling-stipendium till Degerfeldt”. Göteborgs Posten. 1 juli 2010. https://www.gp.se/kultur/kultur/björling-stipendium-till-degerfeldt-1.1018383. Läst 24 maj 2023.
49. ↑  ”Jazzmuseet prisar Lagaylia Frazier”. Västmanlands Läns Tidning. 7 juli 2010. https://www.vlt.se/2010-07-07/jazzmuseet-prisar-lagaylia-frazier. Läst 22 maj 2023.
50. ↑  ”"Jag har sjungit sedan jag kom ut ur min mors..."”. Sveriges Radio. 28 juli 2010. https://sverigesradio.se/artikel/3884313. Läst 23 maj 2023.
51. ↑  ”SvD:s operapris till Malin Byström”. Göteborgs Posten. 25 augusti 2010. https://www.gp.se/kultur/svd-s-operapris-till-malin-byström-1.1029264. Läst 25 maj 2023.
52. ↑  ”Polarpris till Morricone och Björk”. SVT Nyheter. 17 maj 2010. https://www.svt.se/kultur/musik/polarpris-till-morricone-och-bjork. Läst 22 maj 2023.
53. ↑  ”Zetterlund-stipendiater utsedda”. SVT Nyheter. 6 september 2010. https://www.svt.se/kultur/zetterlund-stipendiater-utsedda. Läst 25 maj 2023.
54. ↑  ”Anders Hultqvist får Atterbergspris”. Göteborgs Posten. 7 oktober 2010. https://www.gp.se/kultur/kultur/anders-hultqvist-får-atterbergpris-1.1040266. Läst 22 maj 2023.
55. ↑  ”Hon är årets ungdomskörledare”. Sveriges Radio. 19 oktober 2010. https://sverigesradio.se/artikel/4114361. Läst 25 maj 2023.
56. ↑  ”Arctic Light utsedd till Årets kör”. Norrbottens-kuriren. 26 oktober 2010. https://kuriren.nu/bli-prenumerant/artikel/rekkx20r/nk-bd-0kr-dp1. Läst 25 maj 2023.
57. ↑  ”Tonsättaren Åke Parmerud prisad”. Svenska Dagbladet. 1 november 2010. https://www.svd.se/a/23328190-36af-3f88-88a3-3c3964678be1/tonsattaren-ake-parmerud-prisad. Läst 25 maj 2023.
58. ↑  ”Anna Larsson får Interpretpriset”. Göteborgs Posten. 9 november 2010. https://www.gp.se/kultur/musik/anna-larsson-får-interpretpriset-1.1048513. Läst 24 maj 2023.
59. ↑  ”Britta Byström får tonsättarpris”. Svenska Dagbladet. 19 november 2010. https://www.svd.se/a/ba50ae28-8b86-3243-9071-764aa386cfd3/britta-bystrom-far-tonsattarpris. Läst 23 maj 2023.
60. ↑  ”Jesper Nordin får Christ Johnsonpriset”. Dagens Nyheter. 23 november 2010. https://www.dn.se/arkiv/kultur/jesper-nordin-far-christ-johnsonpriset-3/. Läst 23 maj 2023.
61. ↑  ”Akademiens jazzpris till Anders Jormin”. SVT Nyheter. 29 november 2010. https://www.svt.se/kultur/akademiens-jazzpris-till-anders-jormin. Läst 24 maj 2023.
62. ↑  ”Hällkvist Jazz i Sverige-artist”. Svenska Dagbladet. 2 december 2010. https://www.svd.se/a/e00c2bf2-a16d-31b8-a906-d1b71d0bfa44/hallkvist-jazz-i-sverige-artist. Läst 24 maj 2023.
63. ↑  ”Rosenbergpriset till Folke Rabe”. Svenska Dagbladet. 6 december 2010. https://www.svd.se/a/cdf436a2-aacc-32b8-989b-29406c6fae7f/rosenbergpriset-till-folke-rabe. Läst 25 maj 2023.
64. ↑  ”Sjöholm får musikpriset Spelmannen”. Göteborgs Posten. 13 december 2010. https://www.gp.se/kultur/kultur/sjöholm-får-musikpriset-spelmannen-1.1057169. Läst 25 maj 2023.
65. ↑  ”Novellpriset till Johan Duncanson”. Göteborgs Posten. 15 december 2010. https://www.gp.se/kultur/novellpriset-till-johan-duncanson-1.1057778. Läst 25 maj 2023.
66. ↑  ”Christina Aguilera - Bionic”. Nöjesguiden. 16 juni 2010. https://ng.se/recensioner/musik/christina-aguilera-bionic. Läst 20 maj 2023.
67. ↑  ”Ignore This”. Svenska Dagbladet. 10 mars 2010. https://www.svd.se/a/a72e4654-df6e-3ca4-a734-1a019b4d1798/ignore-this. Läst 20 maj 2023.
68. ↑  ”Joel Alme - Waiting for The Bells”. Nöjesguiden. 21 januari 2010. https://ng.se/recensioner/musik/joel-alme-waiting-bells. Läst 20 maj 2023.
69. ↑  ”Vackert drömskt”. Aftonbladet. 23 september 2010. https://www.aftonbladet.se/nojesbladet/musik/a/qnJg0m/vackert-dromskt. Läst 20 maj 2023.
70. 1 2 3  ”Skivrecensioner, DI Weekend”. Jan Gradvall. 27 augusti 2010. http://gradvall.se/artiklar.asp?entry_id=663. Läst 20 maj 2023.
71. ↑  ”Babian: Hälften dör av fetma”. Helsingborgs Dagblad. 29 januari 2010. https://www.hd.se/2010-01-29/babian-halften-dor-av-fetma. Läst 20 maj 2023.
72. ↑  ”Genombrottet nära för Baboon Show”. Upsala Nya Tidning. 10 november 2010. https://unt.se/bli-prenumerant/artikel/lznkz82l/unt-2m2kr_s_22. Läst 20 maj 2023.
73. ↑  ”Storslaget som Grand Canyon”. Aftonbladet. 14 maj 2010. https://www.aftonbladet.se/nojesbladet/musik/rockbjornen/a/a2v3JO/storslaget-som-grand-canyon. Läst 20 maj 2023.
74. ↑  ”Beach House - Teen Dream”. Svenska Dagbladet. 27 januari 2010. https://www.svd.se/a/8b4f4a4d-752f-3c8f-88d0-59a25298977d/beach-house-teen-dream. Läst 20 maj 2023.
75. ↑  ”The Bear Quartet: Monty Python”. GAFFA. 13 september 2010. https://gaffa.se/recensioner/2010/september/releases/the-bear-quartet-monty-python/. Läst 20 maj 2023.
76. ↑  ”43 minuter av... ingenting”. Aftonbladet. 9 april 2010. https://www.aftonbladet.se/nojesbladet/musik/a/219vnG/43-minuter-av--ingenting. Läst 20 maj 2023.
77. ↑  ”The Birthday Massacre: Pins and Needles”. GAFFA. 15 september 2010. https://gaffa.se/recensioner/2010/september/releases/the-birthday-massacre-pins-and-needles-1/. Läst 20 maj 2023.
78. ↑  ”The Black Keys - Brothers”. Nöjesguiden. 19 maj 2010. https://ng.se/recensioner/musik/black-keys-brothers. Läst 20 maj 2023.
79. ↑  Elisabeth Andreassen fansite – Skivhistorik
80. ↑  ”En naturlig förlängning”. Aftonbladet. 15 oktober 2010. https://www.aftonbladet.se/nojesbladet/musik/a/m65b9q/en-naturlig-forlangning. Läst 20 maj 2023.
81. ↑  ”Ceo - White magic”. Expressen. 24 juni 2010. https://www.expressen.se/noje/musik/ceo-white-magic-9/. Läst 20 maj 2023.
82. ↑  ”Generation Wild”. Svenska Dagbladet. 21 april 2010. https://www.svd.se/a/5dedd77c-e55b-36fb-a173-4dbf8b2959bc/generation-wild. Läst 20 maj 2023.
83. ↑  ”På god väg”. Dagens Skiva. 21 maj 2010. http://dagensskiva.com/2010/05/21/crystal-castles-crystal-castles-ii/. Läst 20 maj 2023.
84. ↑  ”Miley Cyrus: "Can't be tamed"”. Dagens Nyheter. 7 juli 2010. https://www.dn.se/kultur-noje/skivrecensioner/miley-cyrus-cant-be-tamed/. Läst 20 maj 2023.
85. ↑  ”Darins röst lyfter”. Aftonbladet. 13 augusti 2010. https://www.aftonbladet.se/nojesbladet/musik/a/G102nV/darins-rost-lyfter. Läst 20 maj 2023.
86. ↑  ”Die Antwoord - $O$”. GAFFA. 9 oktober 2010. https://gaffa.se/recensioner/2010/oktober/releases/die-antwoord-o/. Läst 20 maj 2023.
87. ↑  ”Eminem sliter sitt psyke i stycken”. Svenska Dagbladet. 22 juni 2010. https://www.svd.se/a/c067cd8d-b565-3b71-b989-77bdee7baaaf/eminem-sliter-sitt-psyke-i-stycken. Läst 20 maj 2023.
88. ↑  ”Familjen - Mänskligheten”. Svenska Dagbladet. 5 maj 2010. https://www.svd.se/a/e9310999-307d-3843-9c74-690cd9d21198/familjen-manskligheten. Läst 20 maj 2023.
89. ↑  ”First Aid Kit - The Big Black & The Blue”. Nöjesguiden. 19 januari 2010. https://ng.se/recensioner/musik/first-aid-kit-big-black-blue. Läst 20 maj 2023.
90. ↑  ”Goldfrapp - Head first”. Skånska Dagbladet. 24 mars 2010. https://www.skd.se/2010-03-24/goldfrapp--head-first. Läst 20 maj 2023.
91. ↑  ”Plastic Beach”. Svenska Dagbladet. 10 mars 2010. https://www.svd.se/a/5f9b9ef8-ceca-3554-aeeb-c9b7bd1cf1bd/plastic-beach. Läst 20 maj 2023.
92. ↑  ”Lättlyssnat vemod”. Aftonbladet. 5 november 2010. https://www.aftonbladet.se/nojesbladet/musik/a/A27AlM/lattlyssnat-vemod. Läst 20 maj 2023.
93. ↑  ”Erik Grönwall - Somewhere between a rock and a hard place”. Expressen. 28 maj 2010. https://www.expressen.se/noje/recensioner/musik/erik-gronwall-somewhere-between-a-rock-and-a-hard-place-9/. Läst 20 maj 2023.
94. ↑  ”Innovativ popjazz”. Upsala Nya Tidning. 7 juli 2010. https://unt.se/bli-prenumerant/artikel/re444yxj/unt-2m2kr_s_22. Läst 20 maj 2023.
95. ↑  ”Håkan Hellström: 2 steg från paradise”. Kristianstadsbladet. 12 oktober 2010. https://www.kristianstadsbladet.se/skivrecensioner/hakan-hellstrom-2-steg-fran-paradise/. Läst 21 maj 2023.
96. ↑  ”HIM - Screamworks: Love in theory and practice”. Svenska Dagbladet. 10 februari 2010. https://www.svd.se/a/d973c5f2-c256-3ba2-ba4e-5de8473a4fd7/him-screamworks-love-in-theory-and-practice. Läst 21 maj 2023.
97. ↑  ”Hoffmaestro - Skank-a-tronic punkadelica”. Expressen. 30 september 2010. https://www.expressen.se/noje/recensioner/musik/hoffmaestro-skank-a-tronic-punkadelica-9/. Läst 21 maj 2023.
98. ↑  ”Ännu mörkare och mer bombastiskt”. Aftonbladet. 3 september 2010. https://www.aftonbladet.se/nojesbladet/musik/a/Kv69yo/annu-morkare--och-mer-bombastiskt. Läst 21 maj 2023.
99. ↑  ”Ett starkt album”. Upsala Nya Tidning. 18 augusti 2010. https://unt.se/bli-prenumerant/artikel/rm55x9ml/unt-2m2kr_s_22. Läst 21 maj 2023.
100. ↑  ”Mavericks”. Svenska Dagbladet. 28 april 2010. https://www.svd.se/a/52589f69-c678-3f56-9e76-224f2d59e7b8/mavericks. Läst 21 maj 2023.
101. ↑  ”Norah Jones: ...featuring Norah Jones”. GAFFA. 31 oktober 2010. https://gaffa.se/recensioner/2010/oktober/releases/norah-jones-featuring-norah-jones/. Läst 21 maj 2023.
102. ↑  ”Hon knappar in”. Aftonbladet. 3 december 2010. https://www.aftonbladet.se/nojesbladet/tv/a/ngG8xd/hon-knappar-in. Läst 21 maj 2023.
103. ↑  ”Kent - En plats i solen”. Nöjesguiden. 30 juni 2010. https://ng.se/recensioner/musik/kent-en-plats-i-solen. Läst 21 maj 2023.
104. ↑  ”Gör så gott de kan”. Aftonbladet. 9 juli 2010. https://www.aftonbladet.se/nojesbladet/musik/a/0E90bM/gor-sa-gott-de-kan. Läst 21 maj 2023.
105. ↑  ”En dröm om fredagsmys”. Aftonbladet. 21 maj 2010. https://www.aftonbladet.se/nojesbladet/musik/a/ka8dx9/en-drom-om-fredagsmys. Läst 21 maj 2023.
106. ↑  ”Utmärkt - men ingen ritplatta”. Svenska Dagbladet. 19 maj 2010. https://www.svd.se/a/1e1b4e9b-c00b-312e-a050-2d766205f840/utmarkt-men-ingen-hitplatta. Läst 21 maj 2023.
107. ↑  ”Oskar Linnros - Vilja bli”. Nöjesguiden. 13 juni 2010. https://ng.se/recensioner/musik/oskar-linnros-vilja-bli. Läst 21 maj 2023.
108. ↑  ”A curios thing”. Svenska Dagbladet. 10 mars 2010. https://www.svd.se/a/b537ccee-dc57-35eb-a662-1ac5a81894b2/a-curious-thing. Läst 21 maj 2023.
109. ↑  ”Edda Magnasson - Edda Magnasson”. Svenska Dagbladet. 20 januari 2010. https://www.svd.se/a/c7de0a3d-a51e-3d0a-8373-5aef7bd3de95/edda-magnason-edda-magnason. Läst 21 maj 2023.
110. ↑  ”Sätter sig själv i fokus - allt annat blir underordnat”. Aftonbladet. 3 december 2010. https://www.aftonbladet.se/nojesbladet/musik/a/219L5a/satter-sig-sjalv-fokus--allt-annat-blir-underordnat. Läst 21 maj 2023.
111. ↑  ”MF/MB: Folded”. Helsingborgs Dagblad. 22 oktober 2010. https://www.hd.se/2010-10-22/mfmb-folded. Läst 21 maj 2023.
112. ↑  ”MGMT - Congratulations”. Expressen. 15 april 2010. https://www.expressen.se/noje/recensioner/musik/mgmt-congratulations-9/. Läst 21 maj 2023.
113. ↑  ”Nordman - Korsväg”. Svenska Dagbladet. 20 januari 2010. https://www.svd.se/a/7723cd31-4ee4-3520-9d55-af6e313d1c3a/nordman-korsvag. Läst 21 maj 2023.
114. ↑  ”Levererar fortfarande skriksång”. Upsala Nya Tidning. 30 juni 2010. https://unt.se/bli-prenumerant/artikel/lqzzz5el/unt-2m2kr_s_22. Läst 21 maj 2023.
115. ↑  ”Orkanen - ett mästerverk”. Norrbottens-kuriren. 10 februari 2010. https://kuriren.nu/bli-prenumerant/artikel/jdkk211r/nk-2m2kr_s_22. Läst 22 maj 2023.
116. ↑  ”Halvsvajig pop”. Aftonbladet. 24 september 2010. https://www.aftonbladet.se/nojesbladet/musik/a/xRMkdQ/halvsvajig-pop. Läst 22 man 2023.
117. ↑  ”Katy Perry”. Svenska Dagbladet. 25 augusti 2010. https://www.svd.se/a/e089fe18-9bf2-33df-81f6-9ff3a14288ca/katy-perry. Läst 22 maj 2023.
118. ↑  ”Rihanna - Loud”. Nöjesguiden. 22 november 2010. https://ng.se/recensioner/musik/rihanna-loud. Läst 22 maj 2023.
119. ↑  ”Briljant avslutning av Robyn”. Upsala Nya Tidning. 24 november 2010. https://unt.se/bli-prenumerant/artikel/rm5g901l/unt-2m2kr_s_22. Läst 22 maj 2023.
120. ↑  ”Anne-Lie Rydé: "Dans på rosor"”. Dagens Nyheter. 7 september 2010. https://www.dn.se/kultur-noje/skivrecensioner/anne-lie-ryde-dans-pa-rosor/. Läst 22 maj 2023.
121. ↑  ”Eric Saade”. Svenska Dagbladet. 19 maj 2010. https://www.svd.se/a/8108eee9-2478-3e34-83f6-d1149b19f8d5/eric-saade. Läst 22 maj 2023.
122. ↑  ”Sade tyglar sina känslor”. Dagens Nyheter. 10 februari 2010. https://www.dn.se/arkiv/kultur/sade-tyglar-sina-kanslor/. Läst 22 maj 2023.
123. ↑  ”Sanna Shirley Sonja - Vår jul”. Göteborgs Posten. 15 december 2010. https://www.gp.se/kultur/musik/sanna-shirley-sonja-vår-jul-1.1057592. Läst 22 maj 2023.
124. ↑  ”Bitterljuv pop som ger tröst”. Aftonbladet. 2 april 2010. https://www.aftonbladet.se/nojesbladet/musik/a/J16rJ8/bitterljuv-pop-som-ger-trost. Läst 22 maj 2023.
125. ↑  ”Shout Out Louds - Work”. Expressen. 19 februari 2010. https://www.expressen.se/noje/recensioner/musik/shout-out-louds-work-9/. Läst 22 maj 2023.
126. ↑  ”Slash”. Svenska Dagbladet. 7 april 2010. https://www.svd.se/a/fac6adf7-8968-3281-b96c-f73cc365a756/slash. Läst 22 maj 2023.
127. ↑  ”Dyster coverpanik”. Aftonbladet. 22 december 2010. https://www.aftonbladet.se/nojesbladet/musik/a/m65GO4/dyster-coverpanik. Läst 22 maj 2023.
128. ↑  ”Tove Styrke - Tove Styrke”. Nöjesguiden. 10 november 2010. https://ng.se/recensioner/musik/tove-styrke-tove-styrke. Läst 22 maj 2023.
129. ↑  ”Taylor Swift blir definitivt större”. Upsala Nya Tidning. 3 november 2010. https://unt.se/bli-prenumerant/artikel/r426p00l/unt-2m2kr_s_22. Läst 22 maj 2023.
130. ↑  ”Hon gör vardagen till unik poplyrik”. Aftonbladet. 10 september 2010. https://www.aftonbladet.se/nojesbladet/musik/a/7lVAK3/hon-gor-vardagen-till-unik-poplyrik. Läst 22 maj 2023.
131. ↑  ”0001”. Svenska Dagbladet. 16 mars 2010. https://www.svd.se/a/cc2b3c27-cb74-3b38-a5b9-53d179e37ef5/0001. Läst 22 maj 2023.
132. ↑  ”Yann Tiersen - Dust Lande”. Nöjesguiden. 14 oktober 2010. https://ng.se/recensioner/musik/yann-tiersen-–-dust-lane. Läst 22 maj 2023.
133. ↑  ”Arrangemangen känns gamla”. Aftonbladet. 29 oktober 2010. https://www.aftonbladet.se/nojesbladet/musik/a/bKX06l/arrangemangen-kanns-gamla. Läst 22 maj 2023.
134. ↑  ”Vampire Weekend - Contra”. Expressen. 7 januari 2010. https://www.expressen.se/noje/recensioner/musik/vampire-weekend-contra-9/. Läst 22 maj 2023.
135. ↑  ”Alla reglage på maximalt utslag”. Svenska Dagbladet. 23 november 2010. https://www.svd.se/a/82c834f3-8be4-31f5-a708-c5a3f119d866/alla-reglage-pa-maximalt-utslag. Läst 22 maj 2023.
136. ↑  ”Kim Wilde - Come out and play”. Aftonbladet. 26 augusti 2010. https://www.expressen.se/noje/recensioner/musik/kim-wilde-come-out-and-play-9/. Läst 22 maj 2023.
137. ↑  ”Volbeat: Beyond hell/above heaven”. GAFFA. 13 september 2010. https://gaffa.se/recensioner/2010/september/releases/volbeat-beyond-hell-above-heaven/. Läst 22 maj 2023.
138. ↑  ”Gör ljus av mörker”. Aftonbladet. 30 april 2010. https://www.aftonbladet.se/nojesbladet/musik/a/Kv6PxM/gor-ljus-av-morker. Läst 22 maj 2023.
139. ↑  ”Lizz Wright lyckas igen”. Upsala Nya Tidning. https://unt.se/bli-prenumerant/artikel/r469pvoj/unt-2m2kr_s_22. Läst 22 maj 2023.
140. ↑  ”Neil Young - Le Noise”. Nöjesguiden. 27 september 2010. https://ng.se/recensioner/musik/neil-young-le-noise. Läst 22 maj 2023.
141. ↑  ”Sophie Zelmani - I'm The Rain”. Svenska Dagbladet. 24 februari 2010. https://www.svd.se/a/3c711557-bda3-348b-9a3f-e76bdbc6fcf2/sophie-zelmani-im-the-rain. Läst 22 maj 2023.
142. 1 2  ”Astrid Lindgren”. http://www.astridlindgren.se/verken/bocker/visbocker. Läst 21 mars 2011.
143. ↑  ”Asplund meets Bernstein”. Svenska Dagbladet. 30 mars 2010. https://www.svd.se/a/6690500d-5f6e-330d-9710-6a313ab5ef9d/asplund-meets-bernstein. Läst 20 maj 2023.
144. ↑  ”Jan Garbarek / The Hilliard ensemble”. Svenska Dagbladet. 28 september 2010. https://www.svd.se/a/cebd66a4-7abc-385f-92bf-5e4be2f2c26b/jan-garbarek-the-hilliard-ensemble. Läst 20 maj 2023.
145. ↑  ”Röstekvilibrist som utmanar”. Svenska Dagbladet. 24 februari 2010. https://www.svd.se/a/a5c2f83b-c451-3a99-bf8b-a1813d45b4b1/rostekvilibrist-som-utmanar. Läst 20 maj 2023.
146. ↑  ”okonstlad jazz i utsökt duospel”. Svenska Dagbladet. 12 maj 2010. https://www.svd.se/a/1ae945a0-4707-3bf8-9ee3-3908e69d0a93/okonstlad-jazz-i-utsokt-duospel. Läst 21 maj 2023.
147. ↑  ”Highway rider”. Svenska Dagbladet. 23 mars 2010. https://www.svd.se/a/c7aa1f26-1d8b-3eaf-af43-1de0bca9e958/highway-rider. Läst 21 maj 2023.
148. ↑  ”MusicMusicMusic: West side story”. GAFFA. 1 november 2010. https://gaffa.se/recensioner/2010/november/releases/musicmusicmusic-west-side-story/. Läst 21 maj 2023.
149. ↑  ”Anne Sofie von Otter & Brad Mehldau”. Svenska Dagbladet. 26 oktober 2010. https://www.svd.se/a/30fcb086-7da3-3a93-b9fc-0eed3051f242/anne-sofie-von-otter-brad-mehldau. Läst 22 maj 2023.
150. ↑  ”Anders Widmark Trio”. Svenska Dagbladet. 20 juli 2010. https://www.svd.se/a/1eb2bf41-9e61-308d-87e3-61d9601a9715/anders-widmark-trio. Läst 22 maj 2023.
151. ↑  ABC NEWS: Car Crash Thwarted Pendergrass, Dead in Pa. at 59
152. ↑  ”29-åriga Jay Reatard död”. Göteborgs Posten. 14 januari 2010. https://www.gp.se/kultur/musik/29-årige-jay-reatard-död-1.979076. Läst 19 maj 2023.
153. ↑  ”Jazzmusikern Ed Thigpen död”. Sydsvenskan. 18 januari 2010. https://www.sydsvenskan.se/2010-01-18/jazzmusikern-ed-thigpen-dod. Läst 19 maj 2023.
154. ↑  ”Musiklegenden Kate McGarrigle död”. Dagens Nyheter. 21 januari 2010. https://www.dn.se/kultur-noje/musik/musiklegenden-kate-mcgarrigle-dod/. Läst 19 maj 2023.
155. ↑  ”Revy artisten Dag Frøland är död”. Sydsvenskan. 27 januari 2010. https://www.sydsvenskan.se/2010-01-27/revyartisten-dag-frland-ar-dod. Läst 19 maj 2023.
156. ↑  ”Jazzsaxofonisten Sir Johnny Dankworth död”. Sydsvenskan. 9 februari 2010. https://www.sydsvenskan.se/2010-02-09/jazzsaxofonisten-sir-johnny-dankworth-dod. Läst 20 maj 2023.
157. ↑  ”Knack singer, battling cancer, ponders mortality | detnews.com | The Detroit News”. detnews.com. http://detnews.com/article/20100111/OPINION03/1110333/Knack-singer--battling-cancer--ponders-mortality. Läst 4 april 2010.
158. ↑  ”Kathryn Grayson är död”. Svenska Dagbladet. 19 februari 2010. https://www.svd.se/a/3b8d65e5-5941-3a84-9c2c-a5f9276027f2/kathryn-grayson-ar-dod. Läst 20 maj 2023.
159. ↑  ”Mark Linkous död”. Dagens Nyheter. 9 mars 2010. https://www.dn.se/arkiv/kultur/mark-linkous-dod/. Läst 21 maj 2023.
160. ↑  ”Tore Wiberg”. Dagens Nyheter. 27 mars 2010. https://www.dn.se/arkiv/familj/tore-wiberg/. Läst 21 maj 2023.
161. ↑  ”Big Stars Alex Chilton är död”. Sveriges Radio. 18 mars 2010. https://sverigesradio.se/artikel/3567400. Läst 21 maj 2023.
162. ↑  ”Herb Ellis död”. SVT Nyheter. 1 april 2010. https://www.svt.se/kultur/herb-ellis-dod. Läst 21 maj 2023.
163. ↑  ”Malcolm McLaren har avlidit”. Expressen. 8 april 2010. https://www.expressen.se/noje/malcolm-mclaren-har-avlidit/. Läst 23 maj 2023.
164. ↑  ”Steve Reid är död”. GAFFA. 13 april 2010. https://gaffa.se/nyheter/2010/april/steve-reid-ar-dod/. Läst 22 maj 2023.
165. ↑  ”Sångaren Peter Steele död”. Göteborgs Posten. 15 april 2010. https://www.gp.se/kultur/musik/sångaren-peter-steele-död-1.1000915. Läst 22 maj 2023.
166. ↑  ”Sverigeaktuella bandets trummis död”. Aftonbladet. 19 april 2010. https://www.aftonbladet.se/nojesbladet/musik/a/Mg66o0/sverigeaktuella-bandets-trummis-dod. Läst 22 maj 2023.
167. ↑  ”Rapparen Guru död”. SVT Nyheter. 20 april 2010. https://www.svt.se/kultur/rapparen-guru-dod. Läst 22 maj 2023.
168. ↑  ”Musikern Bo Hansson död”. Sveriges Radio. 27 april 2010. https://sverigesradio.se/artikel/3656143. Läst 22 maj 2023.
169. ↑  ”Brita Borg är död”. Svenska Dagbladet. 5 maj 2010. https://www.svd.se/a/f0a0bddd-d045-39ae-b0de-f2ee14d68e9b/brita-borg-ar-dod. Läst 22 maj 2023.
170. ↑  ”Sångerskan Lena Horne död”. SVT Nyheter. 10 maj 2010. https://www.svt.se/kultur/sangerskan-lena-horne-dod. Läst 22 maj 2023.
171. ↑  ”Ronnie James Dio död”. Dagens Nyheter. 16 maj 2010. https://www.dn.se/kultur-noje/nyheter/ronnie-james-dio-dod/. Läst 22 maj 2023.
172. ↑  ”Hank Jones död”. Sydsvenskan. 19 maj 2010. https://www.sydsvenskan.se/2010-05-19/hank-jones-dod. Läst 22 maj 2023.
173. ↑  ”Anna-Lena Löfgren död”. Expressen. 22 maj 2010. https://www.expressen.se/noje/anna-lena-lofgren-dod/. Läst 22 maj 2023.
174. ↑  ”Paul Gray från Slipknot död”. Sveriges Radio. 25 maj 2010. https://sverigesradio.se/artikel/3723427. Läst 22 maj 2023.
175. ↑  ”Marvin Isley död”. Aftonbladet. 8 juni 2010. https://www.aftonbladet.se/nojesbladet/musik/a/On6agl/marvin-isley-dod. Läst 23 maj 2023.
176. ↑  ”Rocktrummisen Stuart Cable död”. Svenska Dagbladet. 7 juni 2010. https://www.svd.se/a/c1ee9b7a-8ef7-3c24-b82e-12bd49d42dbd/rocktrummisen-stuart-cable-dod. Läst 23 maj 2023.
177. ↑  ”Rock-Olga död”. SVT Nyheter. 11 juni 2010. https://www.svt.se/nyheter/inrikes/rock-olga-dod-1. Läst 23 maj 2023.
178. ↑  ”Countryartisten Jimmy Dean död”. Dagens Nyheter. 14 juni 2010. https://www.dn.se/kultur-noje/musik/countryartisten-jimmy-dean-dod/. Läst 23 maj 2023.
179. ↑  ”Parliament-gitarrist död”. GAFFA. 21 juni 2010. https://gaffa.se/nyheter/2010/juni/parliament-gitarrist-dod/. Läst 23 maj 2023.
180. ↑  ”The Kinks-basist död”. Sydsvenskan. 28 juni 2010. https://www.sydsvenskan.se/2010-06-28/the-kinks-basist-dod. Läst 23 maj 2023.
181. ↑  ”Reggaeartisten Sugar Minott är död”. Göteborgs Posten. 12 juli 2010. https://www.gp.se/kultur/reggaeartisten-sugar-minott-är-död-1.1020545. Läst 24 maj 2023.
182. ↑  ”Motkulturens hjälte död”. Dagens Nyheter. 15 juli 2010. https://www.dn.se/arkiv/kultur/motkulturens-hjalte-dod/. Läst 24 maj 2023.
183. ↑  ”Bengt Emil Johnson är död”. SVT Nyheter. 15 juli 2010. https://www.svt.se/kultur/bengt-emil-johnson-ar-dod. Läst 24 maj 2023.
184. ↑  ”Big Star bassist Andy Hummel dies at 59”. Rolling Stone. 20 juli 2010. https://www.rollingstone.com/music/music-news/big-star-bassist-andy-hummel-dies-at-59-189971/. Läst 24 maj 2023.
185. ↑  ”Skådespelerskan Anna Sundqvist död”. Sveriges Radio. 16 augusti 2010. https://sverigesradio.se/artikel/3924960. Läst 25 maj 2023.
186. ↑  ”Ännu en Parliament-gitarrist död”. GAFFA. 10 augusti 2010. https://gaffa.se/nyheter/2010/augusti/annu-en-parliament-gitarrist-dod/. Läst 25 maj 2023.
187. ↑  ”Torbjörn Abelli död”. SVT Nyheter. 16 augusti 2010. https://www.svt.se/kultur/torbjorn-abelli-dod. Läst 25 maj 2023.
188. ↑  ”Jazzsångerskan Abbey Lincoln död”. Svenska Dagbladet. 15 augusti 2010. https://www.svd.se/a/aa5e62e2-f86c-30e3-98dc-a1d8bea4b9b4/jazzsangerskan-abbey-lincoln-dod. Läst 25 maj 2023.
189. ↑  ”Schlagerstjärnan Lily Berglund död”. Göteborgs Posten. 17 augusti 2010. https://www.gp.se/kultur/schlagerstjärnan-lily-berglund-död-1.1027523. Läst 25 maj 2023.
190. ↑  ”Ex-rockstjärna död av höbal”. Dagens Nyheter. 6 september 2010. https://www.dn.se/kultur-noje/nyheter/ex-rockstjarna-dod-av-hobal/. Läst 25 maj 2023.
191. ↑  ”Linköping - Jazzmusikern Gunnar Hoffsten är död”. SVT Nyheter. 13 september 2010. https://www.svt.se/nyheter/lokalt/ost/linkoping-jazzmusikern-gunnar-hoffsten-ar-dod. Läst 25 maj 2023.
192. ↑  ”Don Partridge är död”. Expressen. 23 september 2010. https://www.expressen.se/noje/don-partridge-ar-dod/. Läst 25 maj 2023.
193. ↑  ”Eddie Fisher har avlidit”. GAFFA. 24 september 2010. https://gaffa.se/nyheter/2010/september/eddie-fisher-har-avlidit/. Läst 25 maj 2023.
194. ↑  ”Dirigenten Bertil Bokstedt död”. Svenska Dagbladet. 28 september 2010. https://www.svd.se/a/0f15303d-d3d5-36ef-a3e5-1b55cefffd94/dirigenten-bertil-bokstedt-dod. Läst 25 maj 2023.
195. ↑  ”Kompositören Kjell Westling död”. Hallandsposten. 3 oktober 2010. https://www.hallandsposten.se/kultur-nöje/kompositören-kjell-westling-död-1.1742018. Läst 26 maj 2023.
196. ↑  ”Soullegendaren Burke död”. SVT Nyheter. 10 oktober 2010. https://www.svt.se/nyheter/inrikes/soullegendaren-burke-dod. Läst 26 maj 2023.
197. ↑  ”Operalegenden Joan Sutherland död”. Sveriges Radio. 11 oktober 2010. https://sverigesradio.se/artikel/4090845. Läst 26 maj 2023.
198. ↑  ”The Slits sångerska död”. Dagens Nyheter. 22 oktober 2010. https://www.dn.se/arkiv/kultur/the-slits-sangerska-dod/. Läst 26 maj 2023.
199. ↑  ”Reggae-legendaren Gregory Isaacs död”. Expressen. 25 oktober 2010. https://www.expressen.se/noje/musik/reggae-legendaren-gregory-isaacs-dod/. Läst 26 maj 2023.
200. ↑  ”Stikkans fru död: Gick bort i söndags”. Expressen. 5 november 2010. https://www.expressen.se/noje/stikkans-fru-dod-gick-bort-i-sondags/. Läst 26 maj 2023.
201. ↑  ”Tonsättaren Henryk Gorecki död”. Svenska Dagbladet. 12 november 2010. https://www.svd.se/a/7895a292-991d-37b6-a395-024d91fdcc23/tonsattaren-henryk-gorecki-dod. Läst 26 maj 2023.
202. ↑  ”Stina-Britta Melander”. Dagens Nyheter. 24 januari 2011. https://www.dn.se/arkiv/familj/stina-britta-melander/. Läst 26 maj 2023.
203. ↑  ”Bluessångerska död”. Svenska Dagbladet. 14 november 2010. https://www.svd.se/a/ad4bb256-ad07-36ce-b492-9fd15055ba7c/bluessangerska-dod. Läst 26 maj 2023.
204. ↑  ”Peter "Sleazy" Christopherson död”. GAFFA. 25 november 2010. https://gaffa.se/nyheter/2010/november/peter-sleazy-christopherson-dod/. Läst 26 maj 2023.
205. ↑  ”Kari Tapio död”. YLE. 8 december 2010. https://svenska.yle.fi/a/7-638016. Läst 30 maj 2023.
206. ↑  ”Jazznestorn James Moody död”. Dagens Nyheter. 11 december 2010. https://www.dn.se/arkiv/kultur/jazznestorn-james-moody-dod/. Läst 30 maj 2023.
207. ↑  ”Tommy Koverhult är död”. Svenska Dagbladet. 21 december 2010. https://www.svd.se/a/dd6ddee0-b806-3cab-a203-4bb7d9177b9f/tommy-koverhult-ar-dod. Läst 30 maj 2023.
208. ↑  ”Captain Beefheart död”. Sydsvenskan. 18 december 2010. https://www.sydsvenskan.se/2010-12-18/captain-beefheart-dod. Läst 30 maj 2023.
209. ↑  ”Soul-drottningen Teena Marie död”. Aftonbladet. 27 december 2010. https://www.aftonbladet.se/nojesbladet/musik/a/jPOVqA/soul-drottningen-teena-marie-dod. Läst 30 maj 2023.
210. ↑  ”Jazzmusikern Billy Taylor död”. Göteborgs Posten. 30 december 2010. https://www.gp.se/kultur/kultur/jazzmusikern-billy-taylor-död-1.1061086. Läst 30 maj 2023.
211. ↑  ”Äldst av Sound of Music-barnen”. Sydsvenskan. 31 december 2010. https://www.sydsvenskan.se/2010-12-31/aldst-av-sound-of-music-barnen. Läst 30 maj 2023.
212. ↑  ”Boney M:s frontfigur Bobby Farrell död”. Expressen. 30 december 2010. https://www.expressen.se/noje/musik/boney-ms-frontfigur-bobby-farrell-dod/. Läst 30 maj 2023.